# Tigrinestola howdeni
Tigrinestola howdeni là một loài bọ cánh cứng trong họ Cerambycidae.